# Rapto

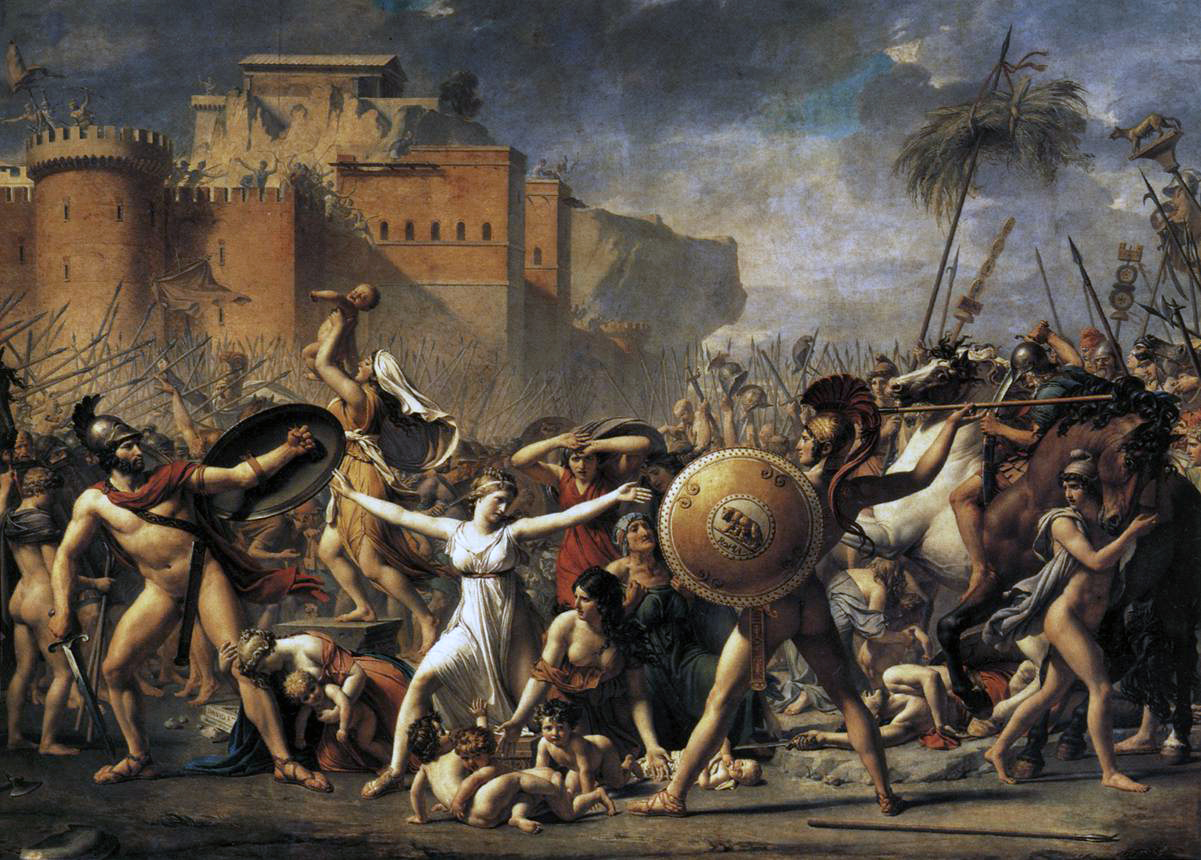
Rapto de las sabinas, pintura de Jacques-Louis David.

El rapto es el delito en el cual se sustrae o retiene a una persona por medio de la fuerza, intimidación o fraude, con la intención de menoscabar su integridad sexual. No debe confundirse el rapto con el secuestro pues a diferencia de este último el rapto exige un fin sexual. En algunas legislaciones ha desaperecido este delito, integrándose dentro de las agresiones sexuales.
- Bien jurídico protegido: la libertad, la dignidad y la integridad sexual.
- Figura agravada: cuando la víctima tuviera menos de determinada edad (en el derecho argentino, 13 años)[1]
- Rapto impropio: se denomina "rapto impropio" al delito que se comete sobre persona menor de 16 años y mayor de 13 con su consentimiento.

## Evolución histórica
En su origen, el rapto era un delito cuya víctima debía necesariamente ser mujer y además honesta.
Las legislaciones han ido adaptando este criterio en razón de la discriminación que significaba la categoría "mujer honesta" y la dificultad que se presentaba al tener que juzgar una categoría eminentemente privada y personal de la víctima para calificar al delito. 
Últimamente se ha quitado el calificativo de honestidad en la tipificación del delito e incluso muchas legislaciones han derogado también el requisito del sexo de la víctima siendo indistinto si la víctima es mujer o varón.
Algunas legislaciones, como la española han subsumido el delito de rapto en los delitos de agresión sexual en el Código Penal de España.

## Elementos del rapto propio

### Elementos objetivos
La acción típica es sustraer o retener, la sustracción significa sacar a la víctima de un lugar para ponerla en otro contra su voluntad y la retención implica la imposibilidad de desplazamiento fuera del ámbito en que se la coloca.

### Elementos subjetivos
La intención del sujeto activo deben ser las "miras deshonestas", es decir el fin sexual.
El dolo de este delito es lo lúdico con exclusión de la intención de contraer matrimonio.

## Consumación
El delito de rapto se consuma con la sustracción y la retención, sin que sea necesario el menoscabo de la integridad sexual.

## Tentativa
El rapto admite tentativa, cuando por causas ajenas a la voluntad del agente, se impide la consumación del delito.

## Rapto de la novia
Se ha observado, igualmente, un fenómeno consistente en que un hombre rapte a una mujer con intención de casarse. Este matrimonio por secuestro se produce en varios países y por causas diferentes.